# Rhipidia (Rhipidia) succentiva
Rhipidia (Rhipidia) succentiva is een tweevleugelige uit de familie steltmuggen (Limoniidae). De soort komt voor in het Neotropisch gebied.